# Fitozaury

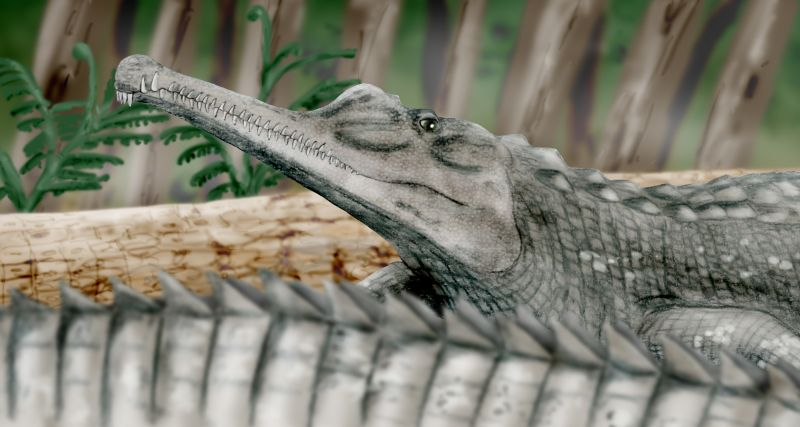
Angistorhinus

Fitozaury (Phytosauria, syn. Parasuchia) – rząd archozaurów z kladu Crurotarsi o budowie pokrojowo przypominającej krokodyle. Takson monotypowy, obejmuje jedną rodzinę – Phytosauridae.
Fitozaury charakteryzowały się wydłużoną wąską głową z długim pyskiem uzbrojonym w liczne, stożkowate zęby (około 200) i nozdrzami przesuniętymi znacznie do tyłu. Kończyny rozstawione szeroko, przednie nieznacznie krótsze od tylnych dobrze przystosowane do chwytania i utrzymywania zdobyczy zakończone ostrymi pazurami. Ogon potężny, bocznie spłaszczony, służył do pływania, podczas którego kończyny prawdopodobnie były złożone wzdłuż ciała.
Prawdopodobnie były także zdolne do szybkiego biegu na krótkie dystanse. Stopy szerokie, utrzymujące zwierzę na bagnistej ziemi.
Mimo zewnętrznego podobieństwa nie są blisko spokrewnione z krokodylami.
Najbardziej znacząca różnica między nimi a krokodylami to rozmieszczenie nozdrzy w czaszce. Fitozaury miały nozdrza umieszczone blisko głowy albo powyżej poziomu oczu podczas gdy krokodyle mają nozdrza umieszczone daleko w przodzie przy końcu pyska. Były też pokryte potężną tarczą z łusek. Wypełniały tę samą niszę, którą zajmują dzisiaj krokodyle prowadząc ziemnowodny tryb życia wzdłuż brzegów słodkowodnych jezior i rzek podczas późnego triasu. Sądząc po budowie pyska były głównie rybożerne. Osiągały przeciętnie od 3 do 8 metrów długości, niektóre gatunki dochodziły jednak nawet do 12 metrów. Były jednymi z większych lądowych drapieżników okresu triasowego. Prawdopodobnie wymarły podczas wymierania późnotriasowego. Nieliczne skamieniałości sugerują możliwość przetrwania niektórych fitozaurów do wczesnej jury (znany jedynie z zębów "Megalosaurus" terquemi z hettangu Francji, fragment żuchwy przypisywany fitozaurowi z rodzaju Mystriosuchus z Anglii); jednak zdaniem Barretta i Xu (2012) część rzekomych skamieniałości jurajskich fitozaurów nie należy do przedstawicieli tej grupy, innych nie można jednoznacznie zidentyfikować, a jeszcze inne w rzeczywistości są kośćmi fitozaurów żyjących w triasie.
Według większości analiz filogenetycznych fitozaury są bazalnymi przedstawicielami linii archozaurów obejmującej krokodyle i wymarłe taksony bliżej spokrewnione z krokodylami niż z ptakami, jednak niektóre analizy sugerują, że Phytosauria w ogóle nie należą do archozaurów, lecz stanowią grupę dla nich siostrzaną.
Szczątki fitozaurów znajdowano w triasowych osadach Europy, Indii, Chin, Północnej i Południowej Afryki oraz Ameryki Północnej. W Polsce licznie zachowały się w Krasiejowie.

## Filogeneza
Kladogram fitozaurów
```
Phytosauridae

|--
Parasuchus

|--
Paleorhinus

`--
Euphytosauridae

   |--
Angistorhinus

   |--
Brachysuchus

   `--
Rutiodontinae

      |--
Rutiodon

      |--
Smilosuchus

      `--
Pseudopalatinae

         |--
Pseudopalatus

         |--
Nicrosaurus

         `--
Mystriosuchus
```

## Lista
| Rodzaj            | Status          | Okres          | Miejsce                                 | Opis | Grafika |
| ----------------- | --------------- | -------------- | --------------------------------------- | --- | ------- |
| †Angistorhinopsis | Nomen dubium    | trias późny    | - Europa.                               | Nazwa pochodzi stąd, że von Huene uważał, że wygląda jak starszy fitozaur Angistorhinus. Nazwa uznawana za nomen dubium. Podrodzina Pseudopalatinae |         |
| †Angistorhinus    | Poprawny        | trias późny    | - Afryka - Ameryka Północna             | |         |
| †Arribasuchus     | młodszy synonim | nie dotyczy    | nie dotyczy                             | Młodszy synonim Machaeroprosopus. |         |
| †Belodon          | Nomen dubium    | trias późny    | - Europa.                               | Podrodzina Pseudopalatinae. Wiele szczątków opisanych jako Belodon zostało przypisane innym zwierzętom lub otrzymało własny rodzaj. |         |
| †Brachysuchus     | Poprawny        |                |                                         | |         |
| †Centemodon       | Poprawny        | trias późny    | - Ameryka Północna.                     | |         |
| †Coburgosuchus    | Poprawny        |                |                                         | |         |
| †Diandongosuchus  | Poprawny        | trias środkowy | - Azja (Chiny)                          | Pierwotnie zaliczany do bliżej niespokrewnionej z fitozaurami grupy Poposauroidea, jednakże z badań Stocker i współpracowników (2017) wynika, że jest to bazalny fitozaur. |         |
| †Ebrachosuchus    | Poprawny        |                |                                         | |         |
| †Leptosuchus      | Poprawny        |                |                                         | |         |
| †Machaeroprosopus | Poprawny        |                |                                         | Podrodzina Pseudopalatinae; starszy synonim rodzajów Pseudopalatus i Arribasuchus. |         |
| †Mesorhinosuchus  | Poprawny        |                |                                         | |         |
| †Mystriosuchus    | Poprawny        | trias późny    | - Europa.                               | Podrodzina Pseudopalatinae |         |
| †Nicrosaurus      | Poprawny        | trias późny    | - Europa.                               | Podrodzina Pseudopalatinae |         |
| †Paleorhinus      | Poprawny        | trias późny    | - Ameryka Północna - ?Europa - ?Afryka. | Gatunki tradycyjnie zaliczane do tego rodzaju mogą tworzyć grad bazalnych fitozaurów, a nie klad. Konieczne może się okazać przeniesienie części gatunków Paleorhinus do odrębnych rodzajów. Kammerer i współpracownicy (2016) uznają ten rodzaj za młodszy synonim rodzaju Parasuchus. |         |
| †Parasuchus       | Poprawny        |                | - Azja (Indie)                          | |         |
| †Pravusuchus      | Poprawny        | trias późny    | - Ameryka Północna                      | Według analizy kladystycznej Stocker (2010) jest to takson siostrzany do podrodziny Pseudopalatinae. |         |
| †Protome          | Poprawny        |                | - Ameryka Północna                      | |         |
| †Redondasaurus    | Poprawny        |                |                                         | Podrodzina Pseudopalatinae |         |
| †Rutiodon         | Poprawny        | trias późny    | - Europa - Ameryka Północna.            | |         |
| †Smilosuchus      | Poprawny        |                |                                         | |         |
| †Volcanosuchus    | Poprawny        | trias późny    | - Indie                                 | |         |
| †Wannia           | Poprawny        | trias późny    | - Ameryka Północna.                     | Odrębny rodzaj ustanowiony dla gatunku "Paleorhinus" scurriensis |         |